# Erlanger & Söhne

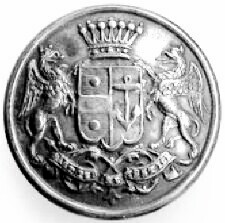
Wappen der Freiherren von Erlanger

Das Bankhaus Erlanger & Söhne war eine im 19. Jahrhundert führende deutsche Privatbank in Frankfurt am Main mit Filialen in Wien und Paris. Die 1848 gegründete Bank wurde 1904 von der Dresdner Bank übernommen, die daraus den Grundstock ihrer Frankfurter Filiale bildete.
Mitglieder der Familie Erlanger gründeten 1859 auch das Bankhaus Emile Erlanger & Cie (Paris), aus der später die Merchant Bank Emil Erlanger & Co. (London) hervorging, die ab 1928 unter dem Namen Erlanger Ltd. firmierte und nach einer Fusion von 1958 bis 1965 als Philip Hill Higginson Erlanger Ltd. auftrat.

## Geschichte
1848 gründete Raphael Erlanger (1806–1878, seit 1859 Raphael von Erlanger) in Frankfurt am Main ein eigenes Bank- und Wechselgeschäft, nachdem er zuvor als Disponent im Frankfurter Stammhaus der Familie Rothschild umfangreiche Fachkenntnisse und Geschäftskontakte erworben hatte. Schnell entwickelte sich Erlanger zu einer ernsthaften Konkurrenz für die Frankfurter Rothschilds. 1859 erhielt Raphael Erlanger für seine Verdienste um das Königreich Portugal den Titel eines portugiesischen Barons auf Lebenszeit verliehen. Nach dem Eintritt seiner Söhne Friedrich Emil Erlanger (1832–1911), Ludwig Gottlieb Friedrich Erlanger (1836–1898) und Viktor Alexander Erlanger (1840–1894) in das väterliche Bankgeschäft änderte Erlanger 1865 den Namen seiner Bank in von Erlanger & Söhne. Nach dem Vorbild der Rothschilds errichtete Raphael Erlanger eigene Niederlassungen in Wien, Paris (1859) und London (1870).
Den seit Mitte des 19. Jahrhunderts aufkommenden Aktienbanken begegneten die meisten Privatbanken mit großem Misstrauen. Erlanger & Söhne stand dieser Entwicklung hingegen aufgeschlossen gegenüber. So übernahm es die Interessen der französischen Aktienbank Société Générale du Crédit Mobilier in Frankfurt am Main und schuf ein Syndikat angesehener deutscher Bankhäuser zur Zusammenarbeit mit diesem Institut. Nach dem Vorbild der Société Générale du Crédit Mobilier beteiligte sich Erlanger & Söhne auch an der Gründung einer ganzen Reihe von Aktienbanken. Dazu zählen u. a. die:

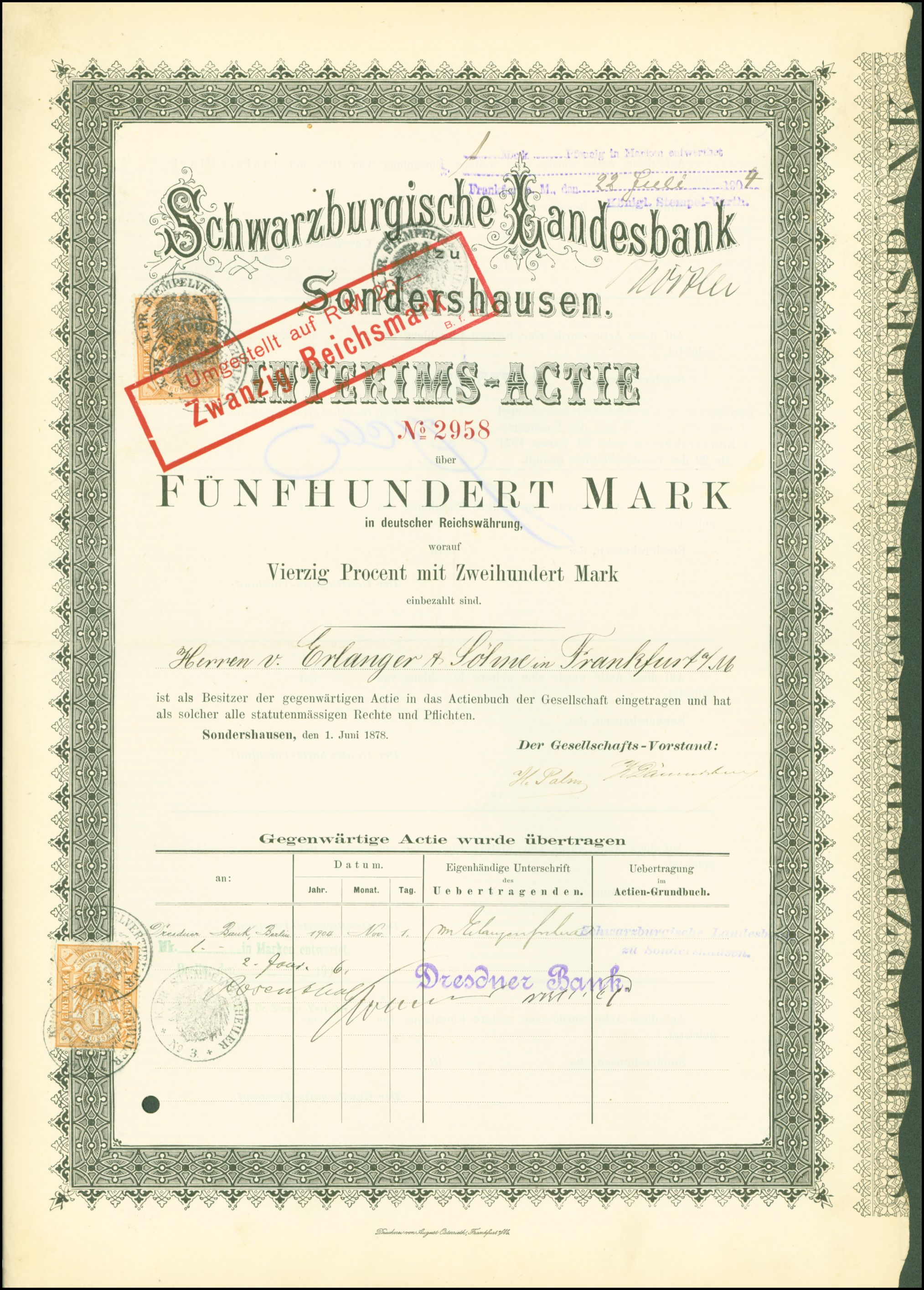
Interimsaktie der Schwarzburgischen Landesbank Sondershausen vom 1. Juli 1878, ausgestellt auf Erlanger & Söhne

- Weimarische Bank (1853) in Weimar, gemeinsam mit dem Bankhaus Mendelssohn & Co.;
- Landgräflich-Hessische Landesbank (auch Homburger Bank genannt) in Homburg vor der Höhe (1855);
- Internationale Bank in Luxemburg in Luxemburg (1856);
- Frankfurter Hypothekenbank (heute Teil der Hypothekenbank Frankfurt) in Frankfurt am Main (1862), gemeinsam mit dem Bankhaus Gebrüder Bethmann;
- Oldenburgische Landesbank in Oldenburg (1869);
- Louis Fraenckel & Co., Stockholm (heute Teil der Svenska Handelsbanken) in Stockholm (1871);
- Allgemeine Ungarische Municipal-Creditanstalt, Pest (1871);
- Anglo-Deutsche Bank, Hamburg (1871);
- Centralbank für Industrie und Handel, Berlin (1871);
- Leipziger Vereinsbank, Leipzig, (1871);
- Oesterreichisch-Deutsche Bank, Frankfurt am Main (1871);
- Stuttgarter Bank, Stuttgart, (1871, bereits 1877 wieder liquidiert);
- Baierische Wechslerbank, München (1872);
- General-Bank, Berlin (1872);
- Süddeutsche Provinzialbank, Stuttgart (1872);
- Schwarzburgische Landesbank in Sondershausen (1878);
- Mecklenburgische Bank in Schwerin (1880);
- Eisenbahn-Rentenbank in Frankfurt am Main (1887), gemeinsam mit dem Bankhaus Gebrüder Sulzbach;
- Schwarzburgische Hypothekenbank, in Sondershausen (1895);
- Eisenbahnbank in Frankfurt am Main (1898), gemeinsam mit dem Bankhaus Gebrüder Sulzbach.

Die federführende Mitwirkung bei solchen Bankgründungen brachte Erlanger & Söhne nicht nur Sitze in den Aufsichtsräten der entsprechenden Bankinstitute ein. Zusätzlich war so sichergestellt, dass die neuen Banken mindestens in den ersten Jahren nach ihrer Gründung viele Geschäfte über Erlanger & Söhne abwickelten.
Im Geschäft mit Aktien und Anleihen spezialisierte sich Erlanger & Söhne auf Banken, Eisenbahnen und Auslandsanleihen. So konnte Erlanger & Söhne eine Ende der 1850er Jahre einsetzende Handels- und Geldkrise Schwedens durch eine Anleihe beenden und war seitdem der Bankier der skandinavischen Regierungen. 1862 brachte Erlanger & Söhne zusammen mit dem Bankhaus Gebrüder Sulzbach die erste Anleihe Ägyptens auf den Markt. Erlanger & Söhne führte auch die Aktien der Weimarischen Bank, an deren Gründung Erlanger 1853 beteiligt war, erfolgreich an der Frankfurter Börse ein.
Nach dem Deutsch-Dänischen Krieg 1864 kaufte Erlanger & Söhne im Auftrag Bismarcks dem englischen Eisenbahnbau-Unternehmer Sir Samuel Morton Peto (1809–1889) die militärstrategisch bedeutsamen Eisenbahnlinien Schleswig-Holsteins auf. Während des amerikanischen Bürgerkriegs (1861–1865) vertrat Erlanger die wirtschaftlichen Interessen der Südstaaten, ganz im Gegensatz zu den anderen Frankfurter Bankiers, die auf Seiten der Nordstaaten standen. So legten Erlanger & Söhne im März 1864 für die Südstaaten eine Anleihe von 3 Millionen Pfund Sterling auf, die durch Baumwolle abgesichert war („Baumwollanleihe“).
Einen hervorragenden Ruf errang Erlanger & Söhne aber mit der Emission der Aktien der österreichischen k.k. Staatsbahnen (kkStB) an der Frankfurter Börse. Dies und die Rettung des in den Zusammenbruch des belgischen Spekulanten André Langrand-Dumonceau (1826–1900) verstrickten Vermögens der Familie Thurn und Taxis brachten der Familie Erlanger 1871 den österreichischen Freiherrnstand ein.
Im Jahre 1904 wurde Erlanger & Söhne von der Großbank Dresdner Bank übernommen, die daraus den Grundstock ihrer Frankfurter Filiale bildete. Ein Grund hierfür dürfte in dem relativ frühen Tod von Ludwig Gottlieb Friedrich von Erlanger (1836–1898), Viktor Alexander von Erlanger (1840–1896) und Carlo von Erlanger (1872–1904) liegen. Aber auch die immer härtere Konkurrenz durch Großbanken, die zunehmend strengere Börsengesetzgebung in den achtziger und neunziger Jahre des 19. Jahrhunderts und die allmähliche Verlagerung des wirtschaftlichen Schwerpunkts des deutschen Kaiserreichs von Frankfurt am Main nach Berlin dürften die Familie Erlanger dazu bewogen haben, ihr Frankfurter Stammhaus zu verkaufen.
Die Banken der Familie Erlanger in Paris und London bestanden jedoch weiter fort. Aus dem 1859 von Frédéric Emile Baron d’Erlanger gegründeten Bankhaus Emile Erlanger & Cie (Paris) ging auch Emil Erlanger & Co. (London) hervor. Insbesondere die englischen Bankaktivitäten der Familie Erlanger entwickelten sich erfolgreich zu einer Merchant Bank weiter, erst unter der Leitung von Emile Beaumont Baron d’Erlanger (1866–1939) und nach dessen Tod unter der Führung von Leo Frédéric Alfred Baron d’Erlanger (1898–1978). Die Bank firmierte erst unter dem Namen Emil Erlanger & Co., seit 1928 unter dem Namen Erlanger Ltd. 1958 wurde diese von der ebenfalls in London ansässigen Merchant Bank Philip Hill Higginson & Co. unter der Führung von deren Partner Kenneth Keith übernommen, welche danach unter dem Namen Philip Hill Higginson Erlanger Ltd. auftrat. Der Name Erlanger verschwand erst, als 1965 Keith die Bank mit dem Finanzunternehmen M. Samuel zur Firma Philip Hill Higginson Erlanger verschmolz und das fusionierte Unternehmen den Namen Hill Samuel annahm. Eine 1971 registrierte Nachfolgefirma Philip Hill Higginson Erlangers Ltd blieb ohne Erfolg.

## Stammliste derer von Erlanger
- Löb Moses, später Ludwig Moritz Erlanger (1780–1857 in Frankfurt/M.), Wechselmakler
  - Raphael von Erlanger (1806–1878), Frankfurter Politiker und Bankier, Gründer des Bankhauses Erlanger & Söhne, ⚭ I) Margarethe Helene Albert, ⚭ II) Ida Maria Albert (Töchter des Mechanikers Johann Valentin Albert)

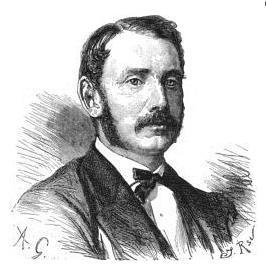
Frédéric Emile Baron d’Erlanger (1832–1911)

    - Frédéric Emile Baron d’Erlanger (1832–1911)Susanne Adolphine von Erlanger (1829–1873) ⚭ Franz Josef Carl Langenberger (1821–1878), Teilhaber des Bankhauses Erlanger & Söhne, zeitweise Leiter der Niederlassung in Paris
    - Frédéric Emile Baron d’Erlanger (1832–1911), Bankier in Paris und London (1859 Gründer des Bankhauses Emile Erlanger & Cie.), ⚭ I) Odette Lafitte, II) Marguérite Mathilde Slidell (Tochter des amerikanischen Unternehmers und Politikers John Slidell)
      - Raphael Baron d’Erlanger (1865–1897): Zoologe und Professor in Heidelberg ⚭ Marie Carola Blennerhassett
      - Emile Beaumont Baron d’Erlanger (1866–1939): Bankier, Musiker und Mäzen, ⚭ Catherine (Kate) de Robert d’Aqueria de Rochegude
        - Robert (genannt Robin) Emile Frédéric Regis d’Erlanger (1896–1934), Teilhaber des Bankhauses Erlanger Ltd., ⚭ Myrle Farquharson of Invercauld
          - Zoe Caroline Georgia (* 1930) ⚭ Paul Cater Hyde-Thompson

        - Liliane Mary Mathilde (Baba) Baroness d’Erlanger (1901–1945) ⚭ Prinz Jean-Louis Faucigny-Lucinge
        - Gérard John Leo Regis Baron d’Erlanger (1906–1962), Teilhaber der Bankhäuser Erlanger Ltd. und Myers & Co ⚭ Glady Sammut
          - Robin Gérard d’Erlanger, ⚭ 1969 Mary Elizabeth Josephine Pellew (* 1947), Tochter des 9. Viscount Exmouth
          - Penny d’Erlanger
          - Mary Caroline „Minnie“ d’Erlanger, ⚭ Winston Spencer Churchill, Enkel des Premierministers Sir Winston Churchill

        - Bianca Baronesse d’Erlanger

      - Frédéric Alfred Baron d’Erlanger (genannt Freddy, 1868–1943): Bankier, auch bekannter Komponist;
      - Francois Rodolphe Baron d’Erlanger (1872–1932): Musikwissenschaftler, Orientalist und Maler (schuf den Palast „Ennejma Ezzahra“ in Sidi Bou Saïd, Tunesien), ⚭ Maria Elisabetta Contessa Barbiellini-Amidei
        - Leo Frédéric Alfred Baron d’Erlanger (1898–1978), Bankier in London (Erlanger Ltd.), betrieb 1958 die Übernahme der Bank durch die Merchant Bank Hill, Samuel & Co, die dann den Namen Philip Hill Higginson Erlanger Ltd. annahm; ⚭ I) (1929) Edwina Prue
          - Baroness Tessa Edwina May d’Erlanger (1934–2008)
          - Rodolphe Frédéric Baron d’Erlanger (1945–2000), ⚭ II) 1982 Lady Caroline Mary Cholmondeley, Tochter von Sir George Hugh Cholmondeley, 6. Marquess of Cholmondeley
            - Leo Frédéric Hugh d’Erlanger (* 1983)
            - Joshua Robert David d’Erlanger (* 1987)

    - Wilhelm Hermann Carl von Erlanger (1835–1909), Justitiar bei Erlanger & Söhne, ⚭ Caroline von Bernus, Tochter des Frankfurter Senators Franz von Bernus
      - Franz Emil Alexander Freiherr von Erlanger († 1918), ⚭ Christina Grottero
      - Carlo Freiherr von Erlanger (1872–1904), Ornithologe und Afrikaforscher

    - Ludwig Gottlieb Friedrich von Erlanger (1836–1898), Bankier in Wien und Frankfurt (Erlanger & Söhne, 1904 an die Dresdner Bank verkauft), ⚭ Mathilde Gabriele Alexander (genannt Mathilde Sessi), Opernsängerin
      - Espérance Freiin von Erlanger, ⚭ Alexander Prinz zu Solms-Braunfels
      - Blanche Freiin von Erlanger
      - Margarethe Freiin von Erlanger

    - Viktor Alexander von Erlanger (1840–1894), Bankier in Wien und London (Erlanger & Söhne, 1904 an die Dresdner Bank verkauft), ⚭ Henriette von Bognar
      - Ludwig (* 1862)
      - Adolfine (* 1863) ⚭ Alfred Graf von Salm-Hoogstraeten
      - Ida Helene (* 1865) ⚭ Otto Graf von Salm-Hoogstraeten
      - Victor Raphael Matheo (* 1867)

  - Marx Erlanger, später Christian Wilhelm Maximilian Erlanger, Musikdirektor in Frankfurt am Main